# Desierto de Lop Nor
El desierto de Lop o desierto de Lop Nor, también llamado depresión de Lop, es un desierto del Asia Oriental que se encuentra en el extremo oriental de la cuenca del Tarim y se extiende desde Korla hacia el este, siguiendo el piedemonte de las montañas Kuruk-tagh (que significa montaña seca). Lleva su nombre por el ahora casi seco lago Lop Nor. Administrativamente es parte de la Región Autónoma Uigur de Xinjiang de China. Se trata de una extensión casi perfectamente horizontal. El lago Bosten, en el noroeste, se encuentra a una altitud que varía entre 1.030-1.040 m, mientras que el Lop Nur, en el sureste, está 250 m más abajo.

## Geografía
El desierto de Lop es completamente llano, pero tiene tres zonas ligeramente más deprimidas que pueden formar lagos si se llenan con agua: la ahora cuenca seca del Lop Nor, la cuenca seca del Kara-Koshun y la cuenca del lago Taitema Estas formaron, en un tiempo u otro, los lagos terminales del sistema del río Tarim-Konque-Qarqan. El río Tarim cambia su curso a lo largo del tiempo y por ello la ubicación del lago terminal también cambia, causando cierta confusión entre los primeros exploradores en cuanto a la ubicación exacta del Lop Nor, siendo referido el lago como un «lago Errante».
En el pasado, el Lop Nur fue un enorme pantano localizado en la parte oriental de Xinjiang. Ahora la región son extensas áreas de arcilla intacta, intercaladas de arenas. La arcilla, en su mayoría de un color amarillo o amarillo grisáceo, es dura y fuertemente salpicada de grava fina. Hay bancos, crestas aplanadas y masas tabulares de barro consolidado (yardangs) que se encuentran en una lámina claramente definida, tres historias que a veces están superpuestas una sobre otra, mientras sus caras verticales se desgastan y a menudo son socavadas por el viento. Las propias formaciones están separadas por surcos paralelos o ranuras del viento, de 6 a 20 pies de profundidad, todas esculpidas en la dirección del viento predominante, de nordeste a suroeste. No hay arena a la deriva o dunas de arena, excepto en el sur, hacia las colinas periféricas de las Altyn-Tagh.

## Clima

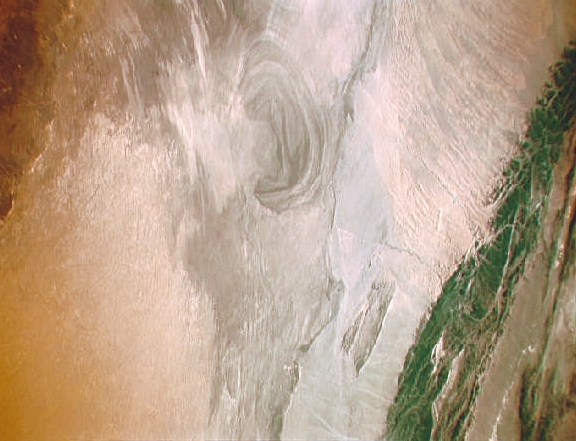
Vista de satélite del desierto de Lop con la cuenca del antiguo mar de Lop Nur. La depresión en forma de oreja es la cuenca seca de Lop Nor.

El clima del desierto de Lop es extremadamente árido; un estudio realizado en 1984, da una precipitación media anual generalmente inferior a 20 mm, y en otro estudio realizado en 2008 se registraron 31,2 mm. En el centro de la depresión, por debajo de 800 m de altitud, la aridez puede llegar a ser mucho más extrema. La humedad relativa de la atmósfera con frecuencia cae a valores cercanos a cero, con una temperatura del aire de 50 °C. La evaporación anual se estimó en 1984 que era entre 1.000 y 1.500 mm, lo que significa que un lago con unos 2 m de profundidad de agua se secaría en menos de dos años si se cortasen por completo sus fuentes de alimentación. En 2008, se informó de una evaporación anual de 2.901 mm.
Históricamente hubo períodos en los que la zona fue más favorable para la agricultura y los asentamientos que hoy. Los estudios mostraron que el área experimentó siete cambios climáticos importantes desde el final del Pleistoceno.

## Lop Nor
Hay numerosos indicios que sugieren la presencia de un extenso lago en esta región, que ahora está completamente desecado. Estos indicios incluyen depresiones teñidas de sal con apariencia lacustre; trazas de antiguas costas lacustres, más o menos paralelas y concéntricas; presencia en los lugares de grandes cantidades de conchas de moluscos de agua dulce (especies de Lymnaea y Planorbis); la existencia de cinturones de álamos muertos; manchas de tamariscos muertos y extensos lechos de cañas secas, todos ellos siempre en la parte superior de las yardangs, nunca en los surcos grabados por el viento.
En Hanshu, donde fue llamado Puchang Hai (蒲昌海), se sugirió que el lago tenía un gran tamaño, con una dimensión de 300 a 400 li (aproximadamente 120-160 km) de longitud y anchura. También se le llamó Yan Ze (鹽澤) en Shiji, que significa «marisma», lo que indica que el lago era salado. En tiempos de la dinastía Qing el lago se había reducido ya considerablemente. Hacia la segunda mitad del siglo XIX también cambió su ubicación a Kara-Koshun y luego, en 1921, volvió de nuevo a Lop Nor gracias a la intervención humana.
Sin embargo, la construcción de presas de guarniciones chinas en el siglo XX, han bloqueado el agua de los ríos que alimentan el Lop Nor y ahora es principalmente salinas. La cuenca reseca del Lop Nur está cubierta con una costra de sal de 30 cm a 1 m de espesor.

## Flora y fauna
La vegetación natural en la región es escasa y pobre en número de especies. Una expedición científica a la región de Lop Nor en 1979-1982 recogió sólo 36 especies de plantas, pertenecientes a 13 familias (principalmente Chenopodiaceae y Compositae) y 26 géneros. La expedición también tomó muestras de 127 especies de animales (23 mamíferos, 91 aves, 7 reptiles y un anfibios).
El arqueólogo Sven Hedin que viajó en la región a finales del siglo XIX y principios del XX, fue capaz de viajar en bote por los ríos hasta el lago y vio multitud de vida silvestre. Sin embargo, muchos animales salvajes que habían sido encontrados por exploradores anteriores, como el tigre, el lobo y el cerdo salvaje, ahora han desaparecido. Sin embargo, sigue siendo uno de los últimos refugios en el mundo de la especie silvestre del camello bactriano (Camelus bactrianus). Estos camellos salvajes se pueden encontrar en los oasis de caña en el borde norte del desierto. Los bosques de álamos y arbustos tamarix]] antes se distribuían ampliamente a lo largo de la parte baja del valle del río Tarim formando el llamado «corredor Verde», pero con la desecación de la parte baja desde 1972 debido a la construcción de presas, se han deteriorado mucho y algunos han desaparecido. En 1999 se puso en marcha un proyecto de conservación de la biodiversidad, el Santuario Natural Lop Nur, para preservar los camellos bactrianos y otra fauna de la región.

## Tormentas de arena
Toda esta región es azotada por las terribles tormentas de arena (burãns) de los meses de primavera y las partículas de arena llevadas por el viento actúan como un chorro de arena. La abrasión de las rocas forma los yardangs. El propio desierto se desgasta, erosionado y arrojado en la red de lagos en los que el río Tarim deambula. La arena también sopla a través de la parte inferior, cambiando constantemente los cursos de agua del río Tarim y depositándose en las dunas gigantescas que ahogan el extremo oriental del desierto de Taklamakan. El clima extremo y las siempre cambiantes dunas de arena han causado la muerte de cientos de personas.